# سدلاتیتسه
سدلاتیتسه (به لاتین: Sedlatice) یک منطقهٔ مسکونی در جمهوری چک است که در ناحیه ییهلاوا واقع شده‌است. سدلاتیتسه ۳٫۴ کیلومتر مربع مساحت و ۵۷ نفر جمعیت دارد و ۶۳۰ متر بالاتر از سطح دریا واقع شده‌است.